# Setodes vratachakora
Setodes vratachakora är en nattsländeart som beskrevs av Schmid 1987. Setodes vratachakora ingår i släktet Setodes och familjen långhornssländor. Inga underarter finns listade i Catalogue of Life.